# Liste der Bischöfe von Swansea und Brecon

Wappen

Die folgenden Personen waren oder sind  Bischof von Swansea und Brecon (Wales):
| Bischof von Swansea und Brecon | Bischof von Swansea und Brecon | Bischof von Swansea und Brecon | Bischof von Swansea und Brecon                                    |
| Von                            | Bis                            | Name                           | Anmerkungen                                                       |
| ------------------------------ | ------------------------------ | ------------------------------ | ----------------------------------------------------------------- |
| 1923                           | 1934                           | Edward Bevan                   | Vorher Suffragan/Assistant Bishop von Swansea (Diözese St Davids) |
| 1934                           | 1939                           | John Morgan                    |                                                                   |
| 1939                           | 1953                           | Edward Williamson              |                                                                   |
| 1953                           | 1958                           | Glyn Simon                     |                                                                   |
| 1958                           | 1976                           | Jack Thomas                    |                                                                   |
| 1976                           | 1988                           | Benjamin Vaughan               |                                                                   |
| 1988                           | 1999                           | Dewi Bridges                   |                                                                   |
| 1999                           | 2008                           | Anthony Pierce                 |                                                                   |
| 2008                           | 2021                           | John Davies                    | September 2017 bis 2021 Erzbischof von Wales                      |
| 2021                           | heute                          | John Lomas                     | Seit 22. November 2021                                            |
| Quellen:                       |                                |                                |                                                                   |